# Die Rebellin (2009)
Die Rebellin ist ein dreiteiliger Fernsehfilm von Christian Jeltsch und Monika Peetz aus dem Jahr 2009.

## Inhalt
Die fiktive Handlung rankt sich um das reale historische Geschehen um die Entwicklung des Deutschen Einheits-Fernseh-Empfängers E 1. Der Vater der schon als Kind technikbegeisterten Lena, Gustav Berkow, ist Ingenieur in den Rundfunklaboratorien auf dem Gelände der Hakeburg. Auf der Flucht aus dem kriegszerstörten Berlin kommt er ums Leben. Kurz vorher hatte er seine Erfindung, vermeintlich ein verbessertes Nachfolgemodell des E 1, an einen Rundfunkgerätehersteller in Süddeutschland verkauft. Vor seinem Tod gibt er Lena ein Notizbuch, das den Namen Sattler enthält. Dieser Mann soll Lenas Vater noch Geld für diese technische Entwicklung schulden.
Lena findet zusammen mit ihrer kranken Mutter Hilde und ihrer Schwester Betty Unterschlupf auf einem Bauernhof. Sie sucht nach Sattler und findet ihn schließlich in den Sattler-Werken in Fürth, einer Rundfunkfabrik, die im Dritten Reich gute Geschäfte mit kriegswichtigen Erzeugnissen machte. Lena gelingt es, Kontakt mit den Sattlers aufzunehmen. Da die Sattler-Werke von den Alliierten keine Vertriebslizenz für Radiogeräte erhalten, verkaufen sie leicht montierbare Bausätze ähnlich dem Radiomann, mit dem es nach dem Krieg möglich war, Radios unter Umgehung der alliierten Beschränkungen zu verkaufen. Der charmante Hans Sattler reist als Generalvertreter durchs Land und trifft dabei zufällig auf Lena. Diese verliebt sich Hals über Kopf in den Fabrikantensohn. Sein Vater Wilhelm, der an Max Grundig erinnert, hat die Schaltungsunterlagen, die ihm von Gustav Berkow übergeben worden waren, in seiner Villa aufbewahrt. An diese gelangt Lena nun, nachdem Hans’ vermisster Bruder Peter überraschend zurückgekehrt ist.
Doch Lenas Mutter vernichtet dieses wichtige Druckmittel gegen Sattler, und Lena kann nun nicht den daraus erwarteten finanziellen Erlös zur Beschaffung von legal nicht erhältlichem Penicillin für ihre Schwester Betty verwenden, die durch eine Explosion schwer verletzt in einem Kloster-Hospital liegt.
Walter Juskowiak kommt ihr zu Hilfe.
Erst als den Sattler-Werken aus politischen Gründen endgültig die Produktionslizenz verweigert wird, engagiert Sattler Lena als Radiotechnikerin, die ihren unbelasteten Namen für eine neue Firma hergibt. Lena und Hans heiraten und bekommen eine Tochter, Stella. Auf einer Messe trifft Lena auf Möbius, der Berkows Erfindung eines neuen Fernsehempfängers bestreitet. Die Wahrheit könne sie nur von ihrer Mutter erfahren. Bevor Lena ihre Mutter über die damaligen Vorgänge befragen will, verbrennt diese alte Fotos von Möbius und Briefe. Dabei setzt sie das ganze Haus in Flammen und kommt selbst ums Leben.
Jetzt will sich Lena voll auf die Ausbildung zur Fernsehtechnikerin konzentrieren. Hans verbringt die meiste Zeit mit dem Aufbau der Fernsehgerätefabrik „Stellaris“. Weil die Fernsehgeräte zu teuer für den Massenmarkt sind und so der Absatz ins Stocken kommt, beschließt Wilhelm Sattler, den Geldhahn zuzudrehen.
Die Bundesrepublik ist nun ein souveräner Staat, die Sattler-Werke dürfen wieder uneingeschränkt Rundfunk- und Fernsehgeräte produzieren, und Wilhelm Sattler braucht Lena nicht mehr, der er einst sein Wort gegeben hatte, sie nach erfolgreichem Abschluss in leitender Position zu beschäftigen. Bronsky schlägt vor, seine guten Kontakte zu nutzen und so zu verhindern, dass Lena die Prüfung besteht. Sattler fällt nach einem durch seinen Sohn verursachten schweren Unfall ins Koma und Hans übernimmt die Geschäftsführung.
Lena entwickelt wie besessen ein neues, günstigeres Modell ihres Fernsehgeräts, um den Massenmarkt doch noch erobern zu können. Da sie so viel arbeitet und sie auch finanzielle Sorgen haben, gerät die Ehe in die Krise. Ein von Lena mit einem Versandhaus abgeschlossener Vertriebsvertrag und die darin zugesicherten Liefertermine sowie ein Streik der Arbeiter vergrößern die Krise noch. Als Lena den Arbeitern eine Gewinnbeteiligung zugesteht, setzt Bronsky durch, dass er von dem langsam genesenden Sattler eine Generalvollmacht bekommt, und so kündigt er Hans fristlos, der daraufhin immer mehr trinkt und sich schließlich das Leben nehmen will, was aber misslingt.
Lena will mit ihrem Vater ins Reine kommen und fährt mit Peter Sattler in die DDR nach Kleinmachnow, um sich in der Hakeburg, die inzwischen SED-Parteihochschule ist, umzusehen. Dort erfährt sie, dass ihr Vater unter Leitung von Möbius keine Fernsehempfänger, sondern Waffentechnik entwickelt hat. Die Wahrheit kann sie nur von Möbius, der inzwischen einen neuen Namen und die amerikanische Staatsbürgerschaft hat und militärischer Berater der noch jungen Bundesregierung ist, selbst erfahren. Lenas Schwager bringt in Erfahrung, dass Möbius in Deutschland bei einem Kongress ist. Beide fahren dorthin, und Lena erfährt von Möbius, dass E 2 kein weiterentwickelter E 1, sondern der Name des geheimen Entwicklungsprogramms für Bildübertragungssysteme bei Lenkbomben ist, an dem er und Berkow gearbeitet haben.
Lena erfährt auch, dass nicht Berkow, sondern Möbius ihr leiblicher Vater ist und dass Möbius sich mit dem Wissen um die damalige Waffenentwicklung bei der US-Regierung ein neues Leben erkauft hat. Auf Veranlassung von Sattlers früherer Mitarbeiterin Olga Schmitt erhält Lena eines Tages eine Einladung nach Amerika, wo sie ihre Erfindung, eine Fernbedienung, vorstellen soll. Als sie nach New York kommt, erlebt sie eine Überraschung: Der Unternehmer, der sie eingeladen hat, ist Walter Juskowiak, der Lena eine Stelle in seiner Firma anbietet. In Deutschland will Wilhelm Sattler seinen Sohn überreden, die Firma nun doch zu übernehmen. Hans lehnt ab, da diese Funktion Lena gebühre. Er macht sich auf den Weg nach New York, um Lena zurückzugewinnen. Auf dem Empire State Building, wo Lena schon als Kind mit ihrem (Stief-)Vater einen Papierflieger starten lassen wollte, treffen Lena, Hans und Stella wieder zusammen.

## Historische Umstände
Die Entwicklung des Deutschen Einheits-Fernseh-Empfängers E 1 erfolgte in den Jahren 1938 bis 1939. Dazu bildete das Zentralamt der Deutschen Reichspost zusammen mit den Firmen Fernseh AG (Bosch/Blaupunkt), Radio AG D. S. Loewe, C. Lorenz AG, TeKaDe und Telefunken GmbH eine Arbeitsgemeinschaft. Nachdem die ehemals in Berlin-Tempelhof ansässige Forschungsanstalt der Reichspost 1938 auf den Kleinmachnower Seeberg umgezogen war – auf dem 1936 von der Reichspost erworbenen, 44 Hektar großen Areal rund um die Hakeburg, den Wohnsitz von Reichspostminister Wilhelm Ohnesorge, hatte man ein neues Forschungszentrum für die militärisch relevanten Projekte Hochfrequenztechnik, Radar, Funkspionage und Fernsehen gebaut –, sollte die Arbeitsgemeinschaft dort einen preisgünstigen Fernsehempfänger entwickeln, der bis Weihnachten 1939 in den Handel gebracht werden sollte, wozu es wegen des Kriegsausbruchs nicht kam.

## Drehorte
Gedreht wurde der Film in der Tschechischen Republik und in Italien (Szenen der Hochzeitsreise von Lena und Hans). Die Außenaufnahmen fanden überwiegend in Böhmen statt. Im Stift Tepl bei Marienbad wurden Szenen gefilmt, die in einem „Kloster bei Fürth 1952“ im Odenwald spielen. Die meisten Innenaufnahmen erfolgten in Prag in den Filmstudios Barrandov.

## Die Serienfolgen
(EA = Erstausstrahlung)
- Teil 1, 90 Min., EA 5. Januar 2009
- Teil 2, 90 Min., EA 7. Januar 2009
- Teil 3, 95 Min., EA 11. Januar 2009

## Rezeption
Der Spiegel meinte, das Wirtschaftswunderdrama lege offen, wie geschmeidig mancher noch in der Adenauer-Ära von der Nazi-Zeit profitierte. Was anfänglich als pittoreske Aschenputtelmär aus Trümmerdeutschland daherkomme, erweise sich bei genauer Betrachtung als Studie über die Unmöglichkeit eines lückenlosen Neuanfangs.

## Auszeichnungen
Anna Fischer wurde u. a. für die Darstellung der Betty Berkow mit dem Deutschen Fernsehpreis 2009 als Beste Schauspielerin (Nebenrolle) ausgezeichnet.